# Кинески Тајпеј на Светском првенству у атлетици на отвореном 2015.
Кинески Тајпеј је учествовао на Светском првенству у атлетици на отвореном 2015. одржаном у Пекингу од 22. до 30. августа петнаести пут, односно учествовао је на свим првенствима до данас. Репрезентацију Кинеског Тајпеја чинило је 5 такмичара (3 мушкарца и 2 жене) који су се такмичили у 4 дисциплине (3 мушке и 1 женска).,
На овом првенству представници Кинеског Тајпеја нису освојили ниједну медаљу нити су остварили неки резултат.

## Учесници
| Мушкарци: - Чин-Пинг Хо — Маратон - Hsiang Chun-hsien — Скок увис - Huang Shih-feng — Бацање копља | Жене: - Ју-Фанг Хсу — Маратон - Chien-Ho Hsieh — Маратон |  |

## Резултати

### Мушкарци
| Атлетичар         | Дисциплина   | Лични рекорд | Квалификације | Квалификације | Полуфинале | Полуфинале | Финале                | Финале       | Детаљи |
| Атлетичар         | Дисциплина   | Лични рекорд | Резултат      | Место         | Резултат   | Место      | Резултат              | Место        | Детаљи |
| ----------------- | ------------ | ------------ | ------------- | ------------- | ---------- | ---------- | --------------------- | ------------ | ------ |
| Чин-Пинг Хо       | Маратон      | 2:17:42      |               |               |            |            | 2:28:14               | 33 / 42 (68) |        |
| Hsiang Chun-hsien | Скок увис    | 2,28 НР      | 2,22          | 14. у гр. Б   |            |            | Нису се квалификовали | 32 / 39 (41) |        |
| Huang Shih-feng   | Бацање копља | 82,11        | 75,72         | 14. у гр. Б   | 27 / 33    |            | Нису се квалификовали |              |        |

### Жене
| Атлетичарка    | Дисциплина | Лични рекорд | Квалификације | Квалификације | Полуфинале | Полуфинале | Финале   | Финале       | Детаљи |
| Атлетичарка    | Дисциплина | Лични рекорд | Резултат      | Место         | Резултат   | Место      | Резултат | Место        | Детаљи |
| -------------- | ---------- | ------------ | ------------- | ------------- | ---------- | ---------- | -------- | ------------ | ------ |
| Ју-Фанг Хсу    | Маратон    | 2:39:53 НР   |               |               |            |            | 2:48:01  | 45 / 52 (67) |        |
| Chien-Ho Hsieh | Маратон    | 2:45:27      | 2:58:25       | 52 / 52 (67)  |            |            |          |              |        |